# Ronchi dei Legionari
Ronchi dei Legionari är en ort och kommun i regionen Friuli-Venezia Giulia i Italien och tillhörde tidigare även provinsen Gorizia som upphörde 2017. Kommunen hade 11 928 invånare (2018).